# Friedrich Busch (Gestapo)
Friedrich Heinrich Busch (auch Fritz Busch; * 3. Juni 1905 in Berlin; † 14. Januar 1995 in Plankstadt) war Mitglied der NSDAP, der SS (Mitglieds-Nr. 280.402) mit höchstem Dienstgrad als SS-Sturmbannführer. Im Range eines Kriminalrates war er Angehöriger der Geheimen Staatspolizei (Gestapo) und Mitarbeiter des Sicherheitsdienstes (SD). Er war in leitender Position bei der Staatspolizeistelle Trier und der Staatspolizeistelle Innsbruck tätig. In Frankreich war er als Stellvertreter des Kommandeurs der Sicherheitspolizei und des SD Angers (KdS Angers) eingesetzt. Nach Kriegsende kam er 1952 zur Organisation Gehlen (OG) und wurde 1957 in den Bundesnachrichtendienst (BND) übernommen.

## Werdegang
Als Sohn des Postassistenten Heinrich Busch und seiner Ehefrau Amalie Fleming besuchte er bis 1915 die Volksschule. Danach kam er auf ein Realgymnasium, das er 1922 ohne Abitur abschloss. Während dieser Zeit wurde er Mitglied im Deutschnationalen Jugendbund. Danach begann er bei der Darmstädter und Nationalbank eine Banklehre. Im Oktober 1925 beendete er dort seine Tätigkeit, da er – laut seinem Lebenslauf – in einer Mittagspause Flugblätter der Bewegung für die Wahl zum Reichstag verteilt hatte. Nach eigener Angabe im Lebenslauf will er 1924 der Organisation Frontbann angehört haben. Von 1925 bis 1930 betätigte sich Busch als Taxifahrer, Fahrer von Lastwagen und Büroarbeiter. Im Jahr 1929 wurde er Mitglied der SA. Von 1930 bis 1932 arbeitete er bei der Reichsbahn. Zum 1. April 1931 trat er der NSDAP bei (Mitgliedsnummer 509.972).

## Dienst bei der Polizei, Gestapo und dem SD
Im Jahre 1932 trat er den Dienst in der Kriminalpolizei an und wurde im selben Jahr zum Kriminalassistenten ernannt. Im Jahr 1964 behauptete er, er sei 1933 als Hilfspolizist zur Kriminalpolizei in Berlin gekommen. Zur Gestapo kam er zu Beginn des Jahres 1934. Dort wurde er in der Abteilung II A eingesetzt. Vom 8. November 1934 bis 30. Mai 1935 absolvierte er den Lehrgang für Kriminalkommissaranwärter der Geheimen Staatspolizei am Polizeiinstitut Berlin 1934/1935 in Berlin-Charlottenburg. Zum Kommissar wurde er 1935 ernannt. Zur Staatspolizeistelle Trier wurde er im Juli 1935 versetzt, wo er bis Juli 1939 als Leiter der Abteilung II zur Bekämpfung der politischen und weltanschaulichen Gegner, dazu zählte in dieser Zeit auch die katholische Kirche, und für Schutzhaftangelegenheiten zuständig war. Im Jahr 1937 war Busch auch bei der Staatspolizeistelle Koblenz gegen die KPD eingesetzt.
Seit dem 12. September 1937 gehörte er der Schutzstaffel (SS) an. Im selben Jahr wurde er Mitarbeiter beim Sicherheitsdienst (SD) der SS. Während seiner Dienstzeit in Trier führten dienstliche Belange wie die Kontakte zu Agenten in Luxemburg auch zur Bekanntschaft mit Oscar Reile. Als er 1937 betrunken einen Verkehrsunfall mit Körperverletzung verursachte, wurde er aus der SS ausgeschlossen und erhielt eine Geldstrafe von 2.500 Reichsmark. Darauf war er 1938 für zwei Monate bei der Wehrmacht in einem Flakregiment eingesetzt.
Ab dem 21. Juli 1939 bis August 1939 erfolgte seine Versetzung zur Staatspolizeileitstelle Stuttgart, in der er in der Abteilung III (Abwehr) eingesetzt wurde. Danach kam er 1940 nach Innsbruck, wo er für drei Monate bei dem 135. Regiment der Gebirgsjäger diente.

## Wiederaufnahme in die SS
Den Ausschluss aus der SS wollte Busch nicht hinnehmen. Über Helmut Knochen wandte er sich an Reinhard Heydrich, der sich für ihn einsetzen wollte. Im Jahr 1945 gab er bei US-Stellen an, 1940 nach Berlin gerufen worden zu sein, um dort wieder als SS-Hauptsturmführer eingesetzt zu werden. Dann nahm er eine Tätigkeit bei der Staatspolizeistelle Innsbruck als Kommissar auf, die damals von Wilhelm Harster geleitet wurde. Während dieser Zeit war er an der Erschießung von 16 Geiseln beteiligt. Er leitete hier zuerst das Sonderreferat „Südtirol“. Danach war er für die Grenzpolizei zuständig.

## Einsätze in Frankreich
Im Juli 1941 erfolgte seine Versetzung zum Befehlshaber der Sicherheitspolizei und des SD Paris (BdS Paris). Dort kam er in die Abteilung Gestapo unter Karl Bömelburg, den er noch von seinem Kommissarlehrgang von 1934/1935 aus Berlin kannte. Seine Tätigkeit dort erstreckte sich in Ermittlungen gegen die Kommunistische Partei Frankreichs. Zum Kommandeur der Sicherheitspolizei und des SD Angers (KdS Angers) erfolgte seine Versetzung im April 1942, wo er Stellvertreter des SS-Sturmbannführers Hans-Dietrich Ernst wurde. Von Angers aus kam es dann zu der ersten Deportation von 824 Juden aus der französischen Provinz in das KZ Auschwitz, für die Ernst und Busch verantwortlich zeichneten. Busch organisierte die Verteilung der inhaftierten Juden auf verschiedene Lager wie das Camp de la Lande de Monts bei Tours oder das Sammellager Drancy vor der Deportation. Ende 1942/Anfang 1943 wurde er zum Kriminalrat ernannt. Im Dezember 1943 erlitt Busch einen psychischen Zusammenbruch. Bis April 1944 wurde er krankgeschrieben.

## Rückkehr nach Innsbruck
Im April 1944 wurde er dem BdS Verona unterstellt, wobei er als Stellvertreter des Leiters der Stapo Innsbruck Max Nedwed eingesetzt wurde. Dort gehörte er einem Sonderkommando an, das von Nedwed, dem Gauleiter Franz Hofer, dem Kreisleiter Max Primbs und dem Leiter des SD, Christoph Gontard, gebildet wurde. Die Aufgabe dieses Kommandos bestand darin, Widerstandskämpfer zu inhaftieren.

## Kriegsende
Im Mai 1945 kam Busch in US-amerikanische Gefangenschaft. Durch die amerikanischen Besatzungsbehörden wurde er im Juni 1947 an Frankreich ausgeliefert. Hier wurde gegen ihn wegen Verbrechen gegen Juden ermittelt. Doch es kam zu keiner Anklage. Denn es war schwer, konkrete Beweise für seine Tatbeteiligungen zu erbringen. Inzwischen kam es durch die deutsche Bundesregierung zu politischem Druck auf Frankreich, inhaftierte Deutsche aus der französischen Haft zu entlassen. So wurde Busch im Juli 1951 zurück nach Deutschland entlassen. Ein Entnazifizierungsverfahren gegen Busch wurde im Jahre 1952 eingestellt. Vom Landgericht Linz in Österreich wurde Busch 1955 wegen NS-Verbrechen zur Festnahme ausgeschrieben.

## Alte Kameraden im Netzwerk der Gestapo
Während nach dem 8. Mai 1945 die staatlichen und politischen Strukturen des NS-Regimes sich weitgehend auflösten, war das im Bereich der Gestapo und des SD nur bedingt gegeben. Über persönliche Verbindungen und Kontakte bildete sich bald ein Netzwerk heraus, das 131ern zur Wiedereinstellung in den staatlichen Dienst, zu Rentenbezügen und zur Absprache bei Aussagen in Prozessen verhalf.
Bis in die 1960er-Jahre pflegte Busch enge Kontakte mit ehemaligen Bekannten aus den Gestapo-Zeiten, wie
- Hans-Dietrich Ernst
- Wilhelm Harster
- Karl Kleindienst
- Arthur Maag
- Erwin Rechkemmer
- Otto Schwab
- Joachim Vehse
- Kurt Windisch
- Willi Wuttig
- Walter Zirpins

Seinen Freund Karl Kleindienst (* 24. September 1895 in Beilstein) kannte er noch aus der Zeit beim BdS Paris bzw. KdS Paris, wo dieser am 1. Februar 1943 als SS-Untersturmführer und Kriminalobersekretär das Referat V B 2 leitete. Als Busch bei der OG war, holte er Kleindienst in seine Dienststelle. Arthur Maage kannte Busch ebenso vom BdS Paris, wo er sich als Fahndungsspezialist bei Attentaten auf deutsche Militärangehörige einen Namen gemacht hatte. Maag hatte eine Anstellung bei der Kriminalpolizei Karlsruhe gefunden; dem Ort also, wo Busch bei der Organisation Gehlen (OG) in der Generalvertretung L (GV-L) Karlsruhe angestellt war. Sein Kamerad Erwin Rechkemmer diente ihm bei der OG als Deckadresse oder bei Telefonaten. Über seinen Freund Otto Schwab vom BdS Paris, der bei der Kriminalpolizei Mannheim angestellt war, hatte er Kontakt zu dieser Dienststelle nicht weit von Karlsruhe. Joachim Vehse kannte er durch seine Stationierung beim KdS Angers. Busch setzte sich für Vehse ein, um ihm eine Anstellung in der OG bzw. BND zu verschaffen.

## Anstellung bei der Organisation Gehlen
Oskar Reile, den Busch von der Stapo Trier und dem BdS Paris kannte, vermittelte ihn im September 1951 an Carl-Theodor Schütz, den Busch ebenfalls von der Stapo Trier kannte. Schütz war seit Juli 1952 bei der Organisation Gehlen und holte Busch zur Generalvertretung L der OG in Karlsruhe, die dort in der Gerwigstraße 36 in der Tarnfirma der OG (einer Jalousienfabrik) ansässig war. In der OG erhielt Busch nacheinander die Verwaltungsnummern V-2978, V-2982 und V-17732 und die Decknamen (DN) Burckhardt, Busse und Schneider. Busch wurde zuerst als Ermittler, Befrager und Führer von V-Männern eingesetzt. Danach leitete er eine Außenstelle ab September 1953, die der Residentur von Schütz in Karlsruhe (auch Untervertretung UV 2900 intern genannt) untergeordnet war. Im April 1954 erfolgte die Versetzung von Schütz und Busch zur Generalvertretung H nach Darmstadt. Von dort leitete Busch eine Residentur in Berlin. Wegen einer inkorrekten Angabe zu einer Verbindung zu einem sowjetischen Agenten wurde Busch abgelöst und im Raum Heidelberg als Ermittler eingesetzt.

## Operation Panoptikum
Im Jahre 1957 kehrte Busch wieder nach Darmstadt zurück, diesmal in den Stab der Dienststelle 24. Jetzt war Busch als V-Mann-Führer bei der von Heinz Felfe geleiteten Operation Panoptikum (Codename UJNUTLET), bei der auch Friedrich Panzinger und andere ehemalige NS-Personen mitwirkten. Panzinger sollte als Doppelagent gegen den KGB eingesetzt werden. Während dieser Entwicklung wurde Heinz Felfe im Jahr 1959 leitender Vorgesetzter von Busch. Da aber Panzinger während eines Gefängnisaufenthaltes im August 1959 Selbstmord beging, sollte nun Busch die Position von Panzinger übernehmen. In dieser Rolle wurde Busch während der Olympischen Spiele 1960 in Rom als Agent des KGB angeworben. Die „Operation Panoptikum“ endete im November 1961 mit der Festnahme von Heinz Felfe als Doppelagent.

## Verdächtigungen gegen Busch
Im Jahre 1957 war Busch als Angestellter in den Bundesnachrichtendienst (BND) übernommen worden. Doch bald häuften sich Verdächtigungen gegen ihn wegen seiner Tätigkeiten im NS-Regime und seinen Verstrickungen in rechte Netzwerke. Weiterhin gab er Meinungen von sich, die in der BND-Zentrale in Pullach auf keine Zustimmung stießen. So äußerte er, dass die Beratungsstelle für Betriebsschutz in den Aufgaben der Gegenspionage tätig sein würde. Auch die Bekanntschaft mit Carl Theodor Schütz belastete ihn, weil dieser unter Verdacht geriet. So kam es, dass das Personalbüro des BND 1956 einen Bericht über die Dienstzeit von 1935 bis 1940 anforderte. Mit dem Ende der „Operation Panoptikum“ war Busch aus dem BND-Personal ausgeschieden. Er galt nun als freier Mitarbeiter im BND. Er wurde mit einem Vertrag in der Tarnfirma „Forschungsinstitut für zwischenstaatliche Wirtschaftsfragen“ beschäftigt. In der Zeit von Oktober 1962 bis Ende 1963 war Busch im Sicherheitsbereich tätig.
Im  Februar 1964 kam es zu einer Befragung von Busch durch die Mitarbeiter der Organisationseinheit 85 (ORG 85) über seine Dienstzeit bis 1945. Dabei erlitt er einen Nervenzusammenbruch. Wegen inkorrekter Angaben in seinem Lebenslauf und der Zusammenarbeit mit Heinz Felfe und Hans Clemens war er weiterhin belastet, da er nun in der Gegenspionage als enttarnt galt. Auch die CIA hatte ihn inzwischen ins Visier genommen.

## Entlassung
Busch wurde ein Angebot unterbreitet, selbst zu kündigen. Sollte er zustimmen, bekäme er ein halbes Jahresgehalt und eine Abfindung von 10.000 DM. Der BND-Chef Reinhard Gehlen stimmte diesem Vorschlag zu. Auch Busch sah sich gezwungen, dieser Lösung zuzustimmen. Am 30. September 1964 wurde das Arbeitsverhältnis aufgelöst. Noch bis Ende 1965 wurde ihm eine monatliche Unterstützung von 1.000 DM gezahlt. Nach seiner Entlassung soll Busch als Hausmeister tätig geworden sein.